# Boros Fortunát Domokos
Boros Fortunát Domokos, Boros D. Fortunát (Zetelaka, 1895. június 3. – Capul Midia, 1953. március 16.) erdélyi ferences rendi tartományfőnök, történész, író, vértanú, Románia kommunista rezsimjének áldozata. Huszonhét könyvet és 302 cikket írt. Boldoggá avatási eljárását kezdeményezték.

## Élete
Teológiát tanult Vajdahunyadon a Ferences Hittudományi Intézetben, 1911. augusztus 20-án lépett a rendbe, 1917. április 29-én ünnepélyes fogadalmat tett, 1918. június 1-jén pappá szentelték. Ezután Kolozsvárott, majd Szegeden továbbtanult és doktori fokozatot szerzett.
Három kolostorban dolgozott, 1920 és 1932 közt Székelyudvarhelyen, 1932 és 1948 között Kolozsváron és 1948 és 1951 között Brassóban. Kolozsvárra érkezve Trefán Leonárdtól átvette a Szent Bonaventura nyomda és könyvkötészet irányítását, ugyanitt felelős szerkesztője volt a Hírnök és a Katolikus Világ című folyóiratoknak.

### Tartományfőnökként
1942-ben lett tartományfőnök és hat éven át, elhurcolásáig vezette a rendet. 1944-ben az előrenyomuló szovjet hadsereg elől a rend tagjai közül sokan Budapestre menekültek. Fortunát atya utánuk ment, hogy összegyűjtse és Amerikába (az ohiói Youngstownba) vezesse őket, de a következő évben visszatért Erdélybe. 

### Az utolsó évek
1948-ban, Márton Áron püspökhöz hasonlóan dacolva az új kommunista rendszer elhatalmasodó egyházgyűlöletével, ő vezette a csíksomlyói búcsú körmenetét. Ezután a hatalom emberei már állandóan zaklatták. Kolozsvárt el is kellett hagynia, így Brassóba tette át a székhelyét.
1951. augusztus 20-án, Szent István ünnepén, a romániai házakból összeszedték a szerzeteseket és Máriaradnára gyűjtötték őket. Fortunát atyával kivételesen keményen bántak, őt a készülő Duna-csatornához internálták egy munkatáborba, Capul Midia település munkatáborába, ahol embertelen körülmények között dolgoztatták a jogfosztottakat. Fortunát atya 19 hónap után tüdőgyulladást kapott, magatehetetlen beteggé vált, de beszámolók szerint még ekkor is bántalmazták. „Mint gyengélkedőt lapáttal agyonverték” – írja a Magyar katolikus lexikon.

## Utóélete
Zetelaka, szülőfaluja temetőjében szülei sírjánál csak egy emléktábla őrzi emlékét – sírja ismeretlen. 1994-ben Boros Fortunátról nevezték el a zetelaki líceumot, az iskola előterében látható a mellszobra. 
A gyulafehérvári Főegyházmegyei hatóság 2003. március 4-én a kommunizmus romániai vértanúi közt kérte a Szentszéktől Páter Fortunát boldoggá avatását.

## Írói, történetírói munkája
Számos kiadást ért meg 1943-ban kiadott Csíksomlyó, a kegyhely című műve. Sok cikket írt a Jegenyén született 17. századi író, nyomdaalapító és énekszerző P. Kájoni Jánosról, aki 1648-ban Csíksomlyón lépett a ferencesek közé. Három könyvet is írt P. Csiszér Elek főatyáról, aki az 1880-as években reformot indított el és elérte az erdélyi ferences szerzetesek számának ugrásszerű gyarapodását. Doktori értekezése A csíksomlyói harminckét confrater címet viselte. Erdélyi egyháztörténeti tárgyú könyvei: Az erdélyi ferencrendiek (Kolozsvár, 1927), illetve Az első erdélyi törvénykönyv és a katolicizmus (Kolozsvár, 1930).

## Művei
- A csíksomlyói harminchét confrater; Szt. Bonaventura Ny., Cluj-Kolozsvár, 1923
- A csíksomlyói kegyszobor története; Bonaventura Ny., Cluj-Kolozsvár, 1924 (A Katholikus Világ könyvei)
- Fajunk veszedelme; Bonaventura Ny., Cluj-Kolozsvár, 1925 (A Katholikus Világ könyvei)
- Mi az igazság?; Bonaventura Ny., Cluj-Kolozsvár, 1927 (Szent Kereszt hadserege ingyenkönyvtára)
- Az erdélyi ferencrendiek; Bonaventura Ny., Cluj-Kolozsvár, 1927
- Asszisi Szent Ferenc élete; Bonaventura Ny., Cluj-Kolozsvár, 1927 (A Katholikus Világ könyvei)
- A kereszt zsoldjában; Bonaventura Ny., Cluj-Kolozsvár, 1928
- Ferencrendiek a Székelyföldön; s.n., Sepsziszentgyörgy, 1929
- Az első erdélyi törvénykönyv és a katholicizmus; Minerva Ny., Cluj-Kolozsvár, 1930 (Az Erdélyi Katholikus Akadémia felolvasásai)
- Én Uram, én Istenem. Imakönyv férfiak részére; Szent Bonaventura Ny., Cluj-Kolozsvár, 1934
- Mária, légy anyám! Imakönyv nők részére; szerk. Boros Fortunát; Szt. Bonaventura Ny., Cluj, 1936
- Az építő múlt. A székelyudvarhelyi ferences kolostortemplom 200 éves jubileumi ünnepségén felolvasta Boros Fortunát; Bonaventura, Cluj, 1938
- Bíró Vencel–Boros Fortunát: Erdélyi katolikus nagyok; Szent Bonaventura Ny., Kolozsvár, 1941
- Csíksomlyó, a kegyhely; Szent Bonaventura Ny., Kolozsvár, 1943
- Elek atya; Szent Bonaventura Ny., Kolozsvár, 1946
- Elek atya arca; Szent Bonaventura Ny., Kolozsvár, 1947
- Csíksomlyó, a kegyhely; átdolg. kiad.; Pallas-Akadémia, Csíkszereda, 1994